# المرأة في البرتغال
تلقت النساء في البرتغال المساواة القانونية الكاملة مع الرجل البرتغالي على النحو المنصوص عليه في دستور البرتغال لعام 1976، والذي كان النتيجة من ثورة عام 1974. وبسبب هذا، تلقت النساء البرتغاليات الحق في التصويت والمساواة الكاملة في الزواج.
في جزء مبكر من التسعينيات، أصبحت الكثير من النساء مهنيات، بما في ذلك طبيبات ومحاميات، قفزة من كونها مجرد موظفة مكتب وعاملة مصنع.

## نظام إستادو نوفو (1932 - 1974)
خلال نظام الإستادو نوفو السياسي الإستبدادي المحافظ الذي كان يحكم البرتغال 1932-1974، تم تقييد حقوق المرأة. 
وكذلك الأتفاقية البابوية عام 1940 بين الحكومة والكنيسة الكاثوليكية الرومانية أعلنت أن دور المرأة قانونيا واجتماعيا تابعا للرجل. 

## حياة العائلة
كما بلد حيث الدين السائد هو الكاثوليكية الرومانية، كانت البرتغال محافظة تقليديا فيما يتعلق بالحياة الأسرية. تم تقنين الطلاق في عام 1975. وتجريم الزنا عام 1982. وقد أُصلحت قوانين الطلاق في أكتوبر 2008.
في القرن الـ21، أصبحت الأسرة البرتغالية أكثر ليبرالية، مع التعايش في تزايد الشعبية، والعلاقة بين الخصوبة والزواج في تناقص.
في عام 2014، كانت 49.3٪ من الولادات لنساء غير المتزوجات.
مثل معظم الدول الغربية، كان على البرتغال أن تتعامل مع انخفاض مستويات الخصوبة: شهدت البلاد معدل الإحلال الفرعي منذ الثمانينيات.
كان العمر عند الزواج الأول في عام 2012 هو 29.9 سنة للنساء و 31.4 سنة للرجال. 

## الإجهاض
تم تحرير قوانين الإجهاض في البرتغال يوم 10 أبريل 2007، بعد إستفتاء الإجهاض البرتغالي، 2007. يمكن عمل الإجهاض على الطلب خلال الأسابيع العشرة الأولى من الحمل، وفي مراحل لاحقة كان لابد من أسباب محددة (الاغتصاب وخطر العيوب الخلقية، خطر على صحة المرأة).
ومع ذلك، الحصول على الإجهاض القانوني في كثير من الأحيان صعب عمليا، لأن العديد من الأطباء يرفضون إجراء عمليات الإجهاض (والذي يسمح لهم القيام به تحت بند الاستنكاف الضميري) فيما يبقى البرتغال بلد يتأثر كثيراً بالتقاليد الكاثوليكية.

## الصحة
معدل وفيات الأمهات في البرتغال هو 8.00 وفاة / 100,000 ولادة حية (اعتبارا من 2010). هذا معدل منخفض وفقا للمعايير العالمية، ولكن لا يزال أعلى من العديد من الدول الغربية الأخرى.
معدل فيروس نقص المناعة البشرية / الإيدز في البرتغال هو، 0.6٪ من البالغين (الذين تتراوح أعمارهم بين 15-49)، واحدة من أعلى المعدلات في أوروبا.
منذ عام 2001، يحق للمهاجرين في البرتغال بتحرير الرعاية الصحية، بما في ذلك الرعاية المجانية خلال فترة الحمل وفترة ما بعد الولادة، فضلا عن استخدام مرافق تنظيم الأسرة، بغض النظر عن وضع الهجرة القانوني - تعتبر هذه السياسة مهمة لفيروس نقص المناعة البشرية / الإيدز المنتشر بين بعض الجماعات المهاجرة.

## التعليم
معدل الإلمام بالقراءة والكتابة لا يزال أقل للنساء مقارنة بالرجال: معدل الإلمام بالقراءة والكتابة 94٪ للإناث (الذين تتراوح أعمارهن بين 15 عاما أو أكثر، من بيانات عام 2011)، في حين أن الإللامام للذكور هو 97٪.

## العنف المنزلي
العنف المنزلي غير قانوني في البرتغال. وفي وجه التحديد أنه بموجب المادة 152 من القانون الجنائي للبرتغال. المقال، الذي تم تعديله عدة مرات على مر السنين، ما يلي: «أيا كان، سواء بطريقة متكررة أم لا، يلحق سوء المعاملة الجسدية أو النفسية، بما في ذلك العقوبات الجسدية، والحرمان من الحرية والانتهاكات الجنسية: أ) على الزوج أو الزوج السابق؛ ب) على شخص من نفس الجنس أو من الجنس الآخر معه يحافظ على الجاني أو يحافظ على الوحدة، حتى لو من دون المعاشرة؛ ج) على السلف من نسل مشترك في الدرجة الأولى، أو د) وخاصة على شخص عاجز لا سيما بسبب السن أو الإعاقة أو المرض أو الحمل أو التبعية الاقتصادية، يعاقب(..)». صدقت البرتغال أيضا على اتفاقية بشأن منع ومكافحة العنف ضد المرأة والعنف الأسري. البيانات الدقيقة عن العنف ضد المرأة من الصعب الحصول عليها، ولكن وفقا لدراسة نشرت في عام 2008، 38٪ من النساء قد شهدن العنف الجسدي والنفسي / أو العنف الجنسي منذ سن 18.

## المرأة في الحياة السياسية
تقليديا، في البرتغال، كما هو الحال في بلدان أخرى، اعتبرت السياسة حكرا على الرجال.
ومع ذلك، في السنوات الأخيرة قد دخلت المزيد من النساء في الحياة السياسية.
اعتبارا من عام 2014، كان هناك 31.3٪ من النساء في البرلمان. .